# Centrale gevangenis van Leuven

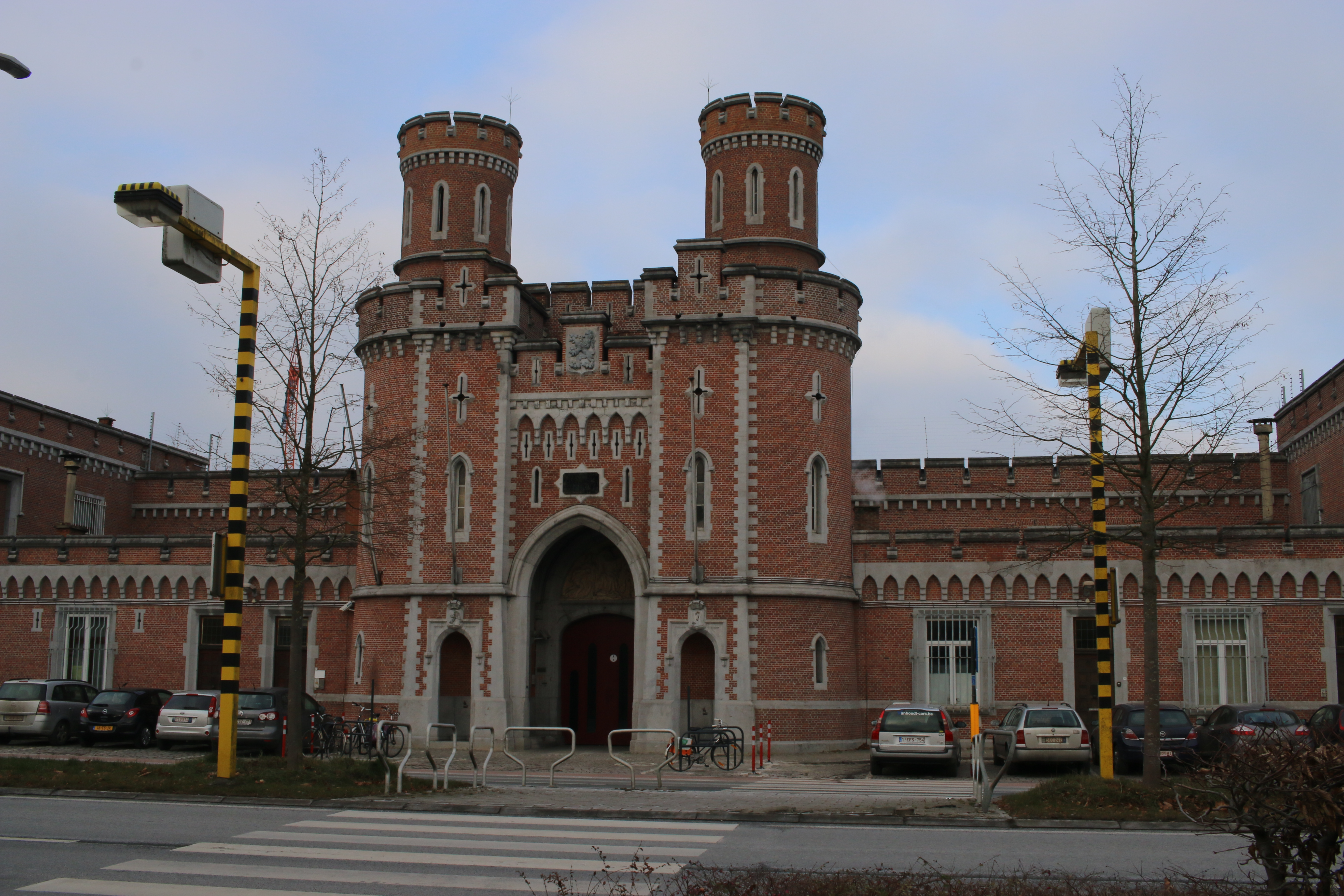
Centrale gevangenis van Leuven, hoofdingang

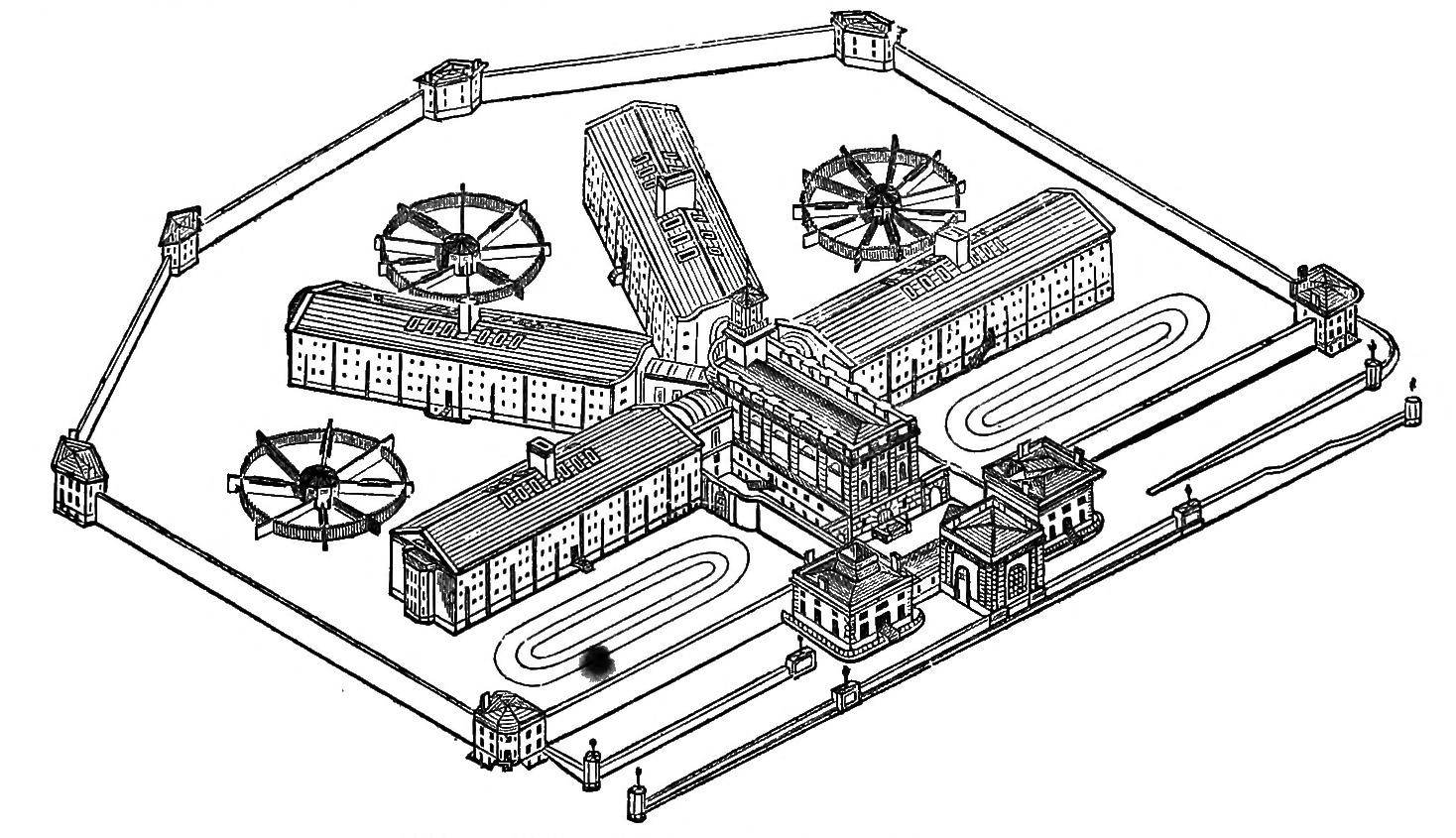
Schets van HM Prison Pentonville, voorbeeld voor de gevangenissen van inspecteur Ducpétiaux en architect Dumont.

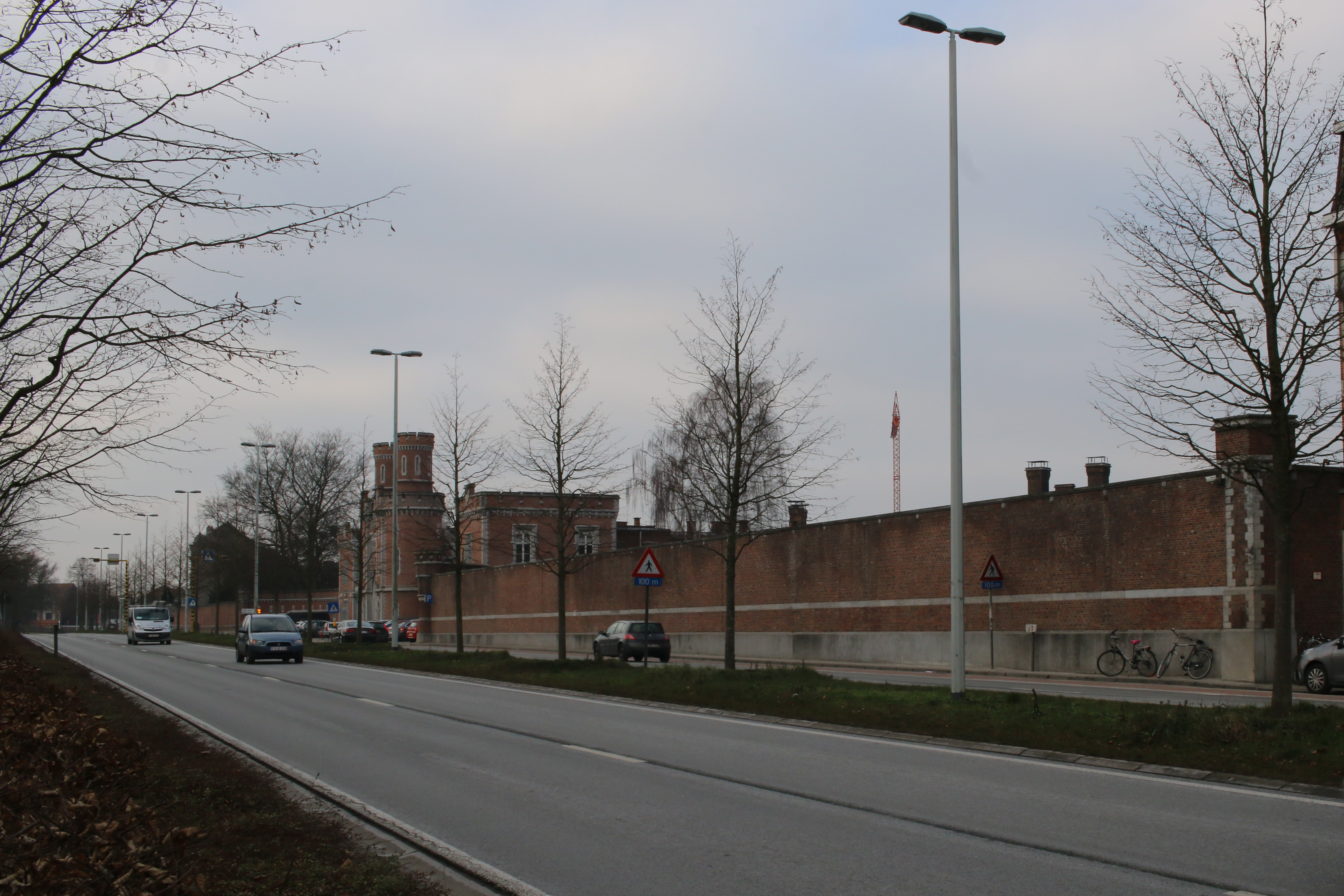
Voorzijde van de gevangenis langs de Geldenaaksevest

De centrale gevangenis in de Belgische stad Leuven is geopend in 1860 en gebouwd in neotudorstijl. Ze is gelegen aan de Geldenaaksevest en doet uitsluitend als strafhuis dienst.

## Geschiedenis
De gevangenis te Leuven werd op 1 oktober 1860 geopend, van bij aanvang als een gevangenis voor mannelijke correctioneel veroordeelden met een lange straf. De gevangenis paste in het plan uit 1830 van Edouard Ducpétiaux, toenmalig Algemene Inspecteur-Generaal van de Gevangenissen. De grote stervormige cellulaire gevangenis ligt zoals gepland in het centrum van het land. Leuven werd geselecteerd omdat de spoorweg in 1837 al tot in de stad was aangelegd en het station in 1840 gebouwd was. De regering gaf in 1844 groen licht, de stadsarchitect François-Henri Laenen selecteerde de specifieke locatie aan de stadsring tussen de Tiensepoort en de Parkpoort omdat deze niet inging tegen het stadsplan dat in 1839 was uitgetekend. Een rechthoekig volledig ommuurd domein van ruim 4 hectare was beschikbaar. Het koninklijk besluit waarmee de gevangenis werd opgericht verscheen op 23 augustus 1846. De bouwplannen voor de gevangenis dateren uit 1851 en zijn van de hand van architect Joseph Jonas Dumont. De bouw werd aangevat in 1856. De structuur van het gebouw is een afgeleide van een zuiver panopticum en is geënt op het Pensylvanisch gevangenissysteem en HM Prison Pentonville in Londen. Het gebouw is stervormig en bood plaats in zes vleugels voor 570 cellen, aan de zijkanten van hoge gangen met meerdere galerijen, een langs elke zijde voor elk van de drie verdiepingen. Van de zes vleugels waren de B- en E-vleugel langere vleugels, de A-, C-, D- en F-vleugel de helft korter. Centraal was op elke verdieping een observatiepost. De gevangenis had een centrale verwarming en een verluchtingssysteem. Bij opening werd de Leuvense gevangenis internationaal erkend als een schoolvoorbeeld en veelvuldig bezocht.
Vanaf circa 1920 evolueerde het gebouw om naast gericht op een strafsysteem, ook meer gemeenschapsleven en sociale en morele heropvoeding mogelijk te maken. Zo kwamen er onder meer werkhuizen, waar gedetineerden werk moesten of mochten verrichten. Meer specifiek ging het onder meer om een schrijnwerkerij, een drukkerij en een boekbinderij. Hoewel Leuven tot heden een "gesloten" instelling is, is de strikt cellulaire opsluiting vervangen door een afzonderingsregime 's nachts en een gemeenschappelijk, open celdeurregime overdag.
Het bouwwerk van de centrale gevangenis werd op 9 juli 1996 erkend als monument van onroerend erfgoed omwille van de historische (typische 'Ducpétiaux- gevangenis', modelinrichting), wetenschappelijke (gevangeniscomplex, neotudorinslag, gaaf behouden representatief specimen, zeldzaam bewaarde soortgelijke realisaties van architect J. J. Dumont) en sociaal-culturele waarde (volumespel van poorten, bijgebouwen en flankerende muren).

## Capaciteit
Dankzij een renovatie in 2016 en 2017 konden ongeveer 100 cellen opnieuw in gebruik genomen worden, waarvan 48 cellen een uitbreiding zijn van de totale celcapaciteit van de gevangenis. De gevangenis kan sindsdien 398 gedetineerden huisvesten.

## Gekende gevangenen
- Danny Immens[1] (sinds 2000)
- Andras Pándy (tot zijn overlijden op 23 december 2013)
- Staf Van Eyken (tot heden)